# Luke Combs
Luke Albert Combs (Charlotte, North Carolina, 2 maart 1990) is een Amerikaanse countryzanger en singer-songwriter.

## Biografie
Luke groeide op in Asheville, North Carolina. Hij treedt al tijdens zijn kindertijd op als zanger. Tijdens zijn schooltijd op de AC Reynolds High School speelde hij American football en speelde hij op muzikaal gebied met diverse groepen. Tijdens de vervolgstudie aan de Appalachian State University gaf hij zijn eerste country-optreden in het Parthenon Café in Boone, NC. Combs verhuist begin 2014 naar Nashville, Tennessee om een carrière in de countrymuziek na te streven.

## Muziek
Combs brengt in februari 2014 zijn eerste ep The Way She Rides uit, in juli gevolgd door zijn tweede ep, Can I Get an Outlaw. Door deze ep's en het vele touren daarna, krijgt Luke een grote groep fans en valt hij op bij de platenlabels. In juli 2015 is zijn debuutsingle Hurricane te downloaden via iTunes. In november 2016 verschijnt de derde ep This One's for You. Het is zijn eerste werk voor de labels Columbia Nashville en River House Artists. Combs wordt op 3 oktober 2016 in een joint venture-deal tussen beide labels contractueel vastgelegd. Tegelijkertijd wordt de debuutsingle Hurricane officieel door Combs nieuwe platenlabels bij de 'grote' radiostations onder de aandacht gebracht. In de eerste week na heruitgave is het nummer al goed voor 15.000 exemplaren, en daarmee debuterend op nummer 46 in de Billboard Hot Country Songs chart. Uiteindelijk wordt in deze lijst de derde plaats behaald. In Billboard's Country Airplay lijst bereikt het nummer de eerste plaats. Op 2 juni 2017, verschijnt Combs' debuutalbum This One's for You. Inmiddels is het album in de Verenigde Staten door de RIAA op 7 september 2023 tot 6× platina verklaard (6 miljoen exemplaren). Hurricane is ondertussen goed voor 9× platina (23 augustus 2023). Het tweede studioalbum genaamd What You See Is What You Get is op 8 november 2019 verschenen. Op 24 juni 2022 kwam het derde studioalbum uit genaamd Growin' Up. Het vierde studioalbum Gettin' Old verscheen op 24 maart 2023, gevolgd door het vijfde album Fathers & Sons op 14 juni 2024.

## Discografie

### Albums
Tussen haakjes totaal aantal weken in de lijst / * nog in de lijst
| Titel                        | Jaar       | Charts           | Charts          | VS Billboard Charts | VS Billboard Charts | Opmerkingen |
| Titel                        | Jaar       | NL Album Top 100 | VL Ultratop 200 | Billboard 200       | Top Country Albums  | Opmerkingen |
| ---------------------------- | ---------- | ---------------- | --------------- | ------------------- | ------------------- | --- |
| This One's for You           | 02-06-2017 | -                | -               | 4 (369wk*)          | 1 (50wk) (369wk*)   | Op 1 juni 2018 werd het album opnieuw uitgebracht als This One's for You Too, met 5 extra bonustracks VS: 6× Platina / CA: 6× Platina / AU: 3× Platina / VK: Goud / NZ: Platina                                                       |
| What You See Is What You Get | 08-11-2019 | -                | -               | 1 (2wk) (242wk*)    | 1 (37wk) (242wk*)   | Op 23 oktober 2020 werd het album opnieuw uitgebracht als What You See Ain't Always What You Get, inclusief een bonus gedeelte (cd/lp) met 6 extra bonustracks VS: 4× Platina / CA: 6× Platina / AU: 2× Platina / VK: Goud / NZ: Goud |
| Growin' Up                   | 24-06-2022 | -                | -               | 2 (77wk*)           | 1 (1wk) (105wk*)    | VS: Platina / CA: 2× Platina / AU: Goud / VK: Zilver / NZ: Goud |
| Gettin' Old                  | 24-03-2023 | 54 (8wk)         | 156 (1wk)       | 4 (66wk*)           | 2 (66wk*)           | VS: Goud / CA: 2× Platina / AU: Goud / VK: Goud / NZ: Goud |
| Fathers & Sons               | 14-06-2024 | -                | -               | 6 (2wk*)            | 2 (2wk*)            | - |

### Ep's
Tussen haakjes totaal aantal weken in de lijst / * nog in de lijst
| Titel                   | Jaar       | Charts           | Charts          | VS Billboard Charts | VS Billboard Charts | Opmerkingen |
| Titel                   | Jaar       | NL Album Top 100 | VL Ultratop 200 | Billboard 200       | Top Country Albums  | Opmerkingen |
| ----------------------- | ---------- | ---------------- | --------------- | ------------------- | ------------------- | ----------- |
| The Way She Rides       | 04-02-2014 | -                | -               | -                   | -                   | -           |
| Can I Get an Outlaw     | 01-07-2014 | -                | -               | -                   | -                   | -           |
| This One's for You (ep) | 27-11-2015 | -                | -               | 151 (10wk)          | 24 (21wk)           | -           |
| The Prequel             | 07-06-2019 | -                | -               | 4 (22wk)            | 1 (1wk) (22wk)      | -           |

### Singles
Tussen haakjes totaal aantal weken in de lijst / * nog in de lijst
 Bij noteringen in de Verenigde Staten alleen singles die de Billboard Hot 100 hebben gehaald
| Titel                      | Jaar       | Charts    | Charts            | Charts         | VS Billboard Charts | VS Billboard Charts | VS Billboard Charts | Opmerkingen |
| Titel                      | Jaar       | NL Top 40 | NL Single Top 100 | VL Ultratop 50 | Hot 100             | Country Airplay     | Hot Country Songs   | Opmerkingen |
| -------------------------- | ---------- | --------- | ----------------- | -------------- | ------------------- | ------------------- | ------------------- | --- |
| Hurricane                  | 03-10-2016 | -         | -                 | -              | 31 (22wk)           | 1 (2wk) (36wk)      | 3 (52wk)            | Heruitgave, al vanaf juli 2015 te downloaden via iTunes VS: 9× Platina / CA: 2× Platina / AU: 5× Platina / VK: Zilver |
| When It Rains It Pours     | 19-06-2017 | -         | -                 | -              | 33 (20wk)           | 1 (2wk) (25wk)      | 1 (2wk) (30wk)      | VS: 9× Platina / CA: 2× Platina / AU: 8× Platina / VK: Goud                                                           |
| One Number Away            | 08-01-2018 | -         | -                 | -              | 34 (20wk)           | 1 (1wk) (31wk)      | 3 (33wk)            | VS: 5× Platina / CA: Platina / AU: 2× Platina / VK: Zilver                                                            |
| Must've Never Met You      | 01-06-2018 | -         | -                 | -              | 81 (1wk)            | -                   | 14 (20wk)           | VS: 2× Platina / AU: Platina                                                                                          |
| She Got the Best of Me     | 09-07-2018 | -         | -                 | -              | 31 (23wk)           | 1 (4wk) (30wk)      | 2 (37wk)            | VS: 7× Platina / CA: Platina / AU: 5× Platina / VK: Zilver                                                            |
| Beautiful Crazy            | 03-12-2018 | -         | -                 | -              | 21 (31wk)           | 1 (7wk) (28wk)      | 1 (11wk) (55wk)     | VS: Diamant (is 10× Platina) / CA: 3× Platina / AU: 8× Platina / NZ: Platina / VK: Goud                               |
| Beer Never Broke My Heart  | 08-05-2019 | -         | -                 | -              | 21 (21wk)           | 1 (2wk) (20wk)      | 2 (26wk)            | VS: 6× Platina / CA: 4× Platina / AU: 3× Platina / VK: Goud                                                           |
| Even Though I'm Leaving    | 08-09-2019 | -         | -                 | tip            | 11 (24wk)           | 1 (5wk) (27wk)      | 2 (37wk)            | VS: 3× Platina / CA: 2× Platina / AU: 2× Platina                                                                      |
| 1, 2 Many                  | 12-09-2019 | -         | -                 | -              | 97 (1wk)            | -                   | 20 (16wk)           | met Brooks & Dunn VS: Platina / CA: Platina / AU: 2× Platina                                                          |
| Does to Me                 | 10-02-2020 | -         | -                 | -              | 20 (19wk)           | 1 (2wk) (23wk)      | 4 (26wk)            | met Eric Church VS: 2× Platina / CA: 2× Platina / AU: Platina                                                         |
| Six Feet Apart             | 01-05-2020 | -         | -                 | -              | 58 (2wk)            | 36 (8wk)            | 10 (20wk)           | VS: Platina / CA: Platina / AU: Platina                                                                               |
| Lovin' on You              | 22-06-2020 | -         | -                 | -              | 23 (20wk)           | 1 (4wk) (24wk)      | 3 (26wk)            | VS: 2× Platina / CA: 2× Platina / AU: Platina                                                                         |
| Without You                | 18-09-2020 | -         | -                 | -              | 70 (2wk)            | -                   | 15 (8wk)            | met Amanda Shires VS: Goud / AU: Goud                                                                                 |
| Better Together            | 12-10-2020 | -         | -                 | -              | 15 (25wk)           | 1 (5wk) (25wk)      | 1 (3wk) (48wk)      | VS: 4× Platina / CA: 2× Platina / AU: Platina / VK: Zilver                                                            |
| The Other Guy              | 23-10-2020 | -         | -                 | -              | 69 (1wk)            | -                   | 19 (3wk)            | - |
| Cold Beer Calling My Name  | 07-12-2020 | -         | -                 | -              | 26 (19wk)           | 1 (1wk) (46wk)      | 3 (26wk)            | als Jameson Rodgers ft. Luke Combs van album Bet You're from a Small Town door Jameson Rodgers AU: Goud               |
| Forever After All          | 08-03-2021 | -         | -                 | -              | 2 (45wk)            | 1 (6wk) (32wk)      | 1 (10wk) (52wk)     | VS: 5× Platina / AU: 3× Platina / MC: Platina / VK: Zilver                                                            |
| Cold As You                | 19-07-2021 | -         | -                 | -              | 32 (20wk)           | 1 (1wk) (26wk)      | 5 (26wk)            | VS: Platina / AU: Goud                                                                                                |
| Doin' This                 | 10-11-2021 | -         | -                 | -              | 26 (23wk)           | 1 (1wk) (27wk)      | 2 (28wk)            | VS: 2× Platina / AU: Platina                                                                                          |
| Tomorrow Me                | 22-04-2022 | -         | -                 | -              | 61 (4wk)            | -                   | 13 (20wk)           | VS: Goud / AU: Goud                                                                                                   |
| The Kind of Love We Make   | 26-06-2022 | -         | -                 | -              | 8 (32wk)            | 2 (22wk)            | 1 (4wk) (37wk)      | VS: 3× Platina / AU: 5× Platina / NZ: Goud / VK: Goud                                                                 |
| Going, Going, Gone         | 24-10-2022 | -         | -                 | -              | 23 (22wk)           | 1 (2wk) (26wk)      | 5 (26wk)            | VS: Platina / AU: Goud                                                                                                |
| Growin' Up and Gettin' Old | 27-01-2023 | -         | -                 | -              | 54 (5wk)            | 58 (1wk)            | 18 (20wk)           | VS: Goud |
| Love You Anyway            | 10-02-2023 | -         | -                 | -              | 15 (33wk)           | 1 (1wk) (25wk)      | 3 (29wk)            | VS: Platina / CA: Platina / AU: Goud                                                                                  |
| Joe                        | 24-02-2023 | -         | -                 | -              | 89 (1wk)            | -                   | 22 (2wk)            | - |
| 5 Leaf Clover              | 17-03-2023 | -         | -                 | -              | 33 (7wk)            | 35 (7wk)            | 11 (16wk)           | VS: Goud |
| Fast Car                   | 18-04-2023 | 13 (12wk) | 38 (11wk)         | 13 (11wk)      | 2 (56wk)            | 1 (5wk) (29wk)      | 1 (4wk) (53wk)      | Cover van Tracy Chapman uit 1988 / Alarmschijf VS: 2× Platina / AU: 5× Platina / NZ: Platina / VK: Goud               |
| Life Goes On               | 05-05-2023 | -         | -                 | -              | 66 (2wk)            | 59 (1wk)            | 47 (3wk)            | als Ed Sheeran ft. Luke Combs AU: Platina                                                                             |
| Different 'Round Here      | 11-05-2023 | -         | -                 | -              | 60 (11wk)           | 2 (41wk)            | 15 (26wk)           | als Riley Green ft. Luke Combs van album Ain't My Last Rodeo door Riley Green VS: Goud / CA: Platina                  |
| Where the Wild Things Are  | 16-10-2023 | -         | -                 | -              | 26 (22wk)           | 3 (20wk)            | 4 (31wk*)           | AU: Platina |
| Ain't No Love in Oklahoma  | 20-05-2024 | -         | -                 | -              | 23 (6wk*)           | 13 (7wk*)           | 4 (7wk*)            | Afkomstig van de Twisters soundtrack                                                                                  |
| The Man He Sees in Me      | 06-06-2024 | -         | -                 | -              | 39 (3wk*)           | -                   | 13 (3wk*)           | - |
| Front Door Famous          | 14-06-2024 | -         | -                 | -              | 95 (1wk)            | -                   | 28 (2wk*)           | - |
| Remember Him That Way      | 14-06-2024 | -         | -                 | -              | 35 (2wk*)           | -                   | 12 (2wk*)           | - |
| Guy for That               | 26-07-2024 | tip 18    | 99 (1wk)          | -              | 17 (10wk*)          | 26 (11wk*)          | 7 (10wk*)           | als Post Malone ft. Luke Combs                                                                                        |
| Missin' You Like This      | 16-08-2024 | -         | -                 | -              | 63 (1wk)            | -                   | 27 (2wk)            | als Post Malone ft. Luke Combs                                                                                        |

### NPO Radio 2 Top 2000
Van Luke Combs stond alleen Fast Car in 2024 in de NPO Radio 2 Top 2000, op plek 1800.